# Pitkarnija
Pitkarnija (lat. Pitcairnia), rod jednosupnica iz porodice Bromeliaceae. Postoji preko 400 vrsta. Raširen je po tropskoj Americi, od Meksika do sjeverne Argentine

## Vrste
1. Pitcairnia abundans L.B.Sm.
2. Pitcairnia abyssicola Leme & L.Kollmann
3. Pitcairnia acicularis L.B.Sm.
4. Pitcairnia adscendens L.B.Sm.
5. Pitcairnia aequatorialis L.B.Sm.
6. Pitcairnia agavifolia L.B.Sm.
7. Pitcairnia alata L.B.Sm.
8. Pitcairnia albiflos Herb.
9. Pitcairnia albifolia Cáceres Gonz. & A.Ibáñez
10. Pitcairnia albolutea J.R.Grant
11. Pitcairnia alborubra Baker
12. Pitcairnia alexanderi (H.Luther) D.C.Taylor & H.Rob.
13. Pitcairnia altensteinii (Link, Klotzsch & Otto) Lem.
14. Pitcairnia altoatratoensis G.S.Varad. & Forero
15. Pitcairnia amblyosperma L.B.Sm.
16. Pitcairnia amboroensis Ibisch, R.Vásquez, E.Gross & M.Kessler
17. Pitcairnia ancuashii L.B.Sm. & Read
18. Pitcairnia andreana Linden
19. Pitcairnia andreetae H.Luther
20. Pitcairnia angustifolia Aiton
21. Pitcairnia anomala Hoehne
22. Pitcairnia aphelandriflora Lem.
23. Pitcairnia archeri L.B.Sm.
24. Pitcairnia arcuata (André) André
25. Pitcairnia arenaria H.Luther
26. Pitcairnia arenicola L.B.Sm.
27. Pitcairnia arida L.B.Sm. & Betancur
28. Pitcairnia armata Maury
29. Pitcairnia asplundii L.B.Sm.
30. Pitcairnia atrorubens (Beer) Baker
31. Pitcairnia attenuata L.B.Sm. & Read
32. Pitcairnia augusti Harms
33. Pitcairnia aurea Rusby ex L.B.Sm.
34. Pitcairnia aureobrunnea Rauh
35. Pitcairnia azouryi Martinelli & Forzza
36. Pitcairnia bakeri (André) Mez
37. Pitcairnia bakiorum Manzan. & W.Till
38. Pitcairnia barbatostigma Leme & A.P.Fontana
39. Pitcairnia barrigae L.B.Sm.
40. Pitcairnia basincurva L.B.Sm. & Betancur
41. Pitcairnia beachiae Utley & Burt-Utley
42. Pitcairnia bella L.B.Sm.
43. Pitcairnia bergii H.Luther
44. Pitcairnia betancurii L.B.Sm.
45. Pitcairnia beycalema Beer
46. Pitcairnia bicolor L.B.Sm. & Read
47. Pitcairnia bifaria L.B.Sm.
48. Pitcairnia biflora L.B.Sm.
49. Pitcairnia bifrons (Lindl.) Read
50. Pitcairnia bifurcatispina Manzan. & W.Till
51. Pitcairnia billbergioides L.B.Sm.
52. Pitcairnia brachysperma André
53. Pitcairnia brackeana Manzan. & W.Till
54. Pitcairnia bradei Markgr.
55. Pitcairnia breedlovei L.B.Sm.
56. Pitcairnia brevicalycina Mez
57. Pitcairnia brittoniana (Mez) Mez
58. Pitcairnia bromeliifolia L'Hér.
59. Pitcairnia brongniartiana André
60. Pitcairnia brunnescens L.B.Sm.
61. Pitcairnia bulbosa L.B.Sm.
62. Pitcairnia burle-marxii Braga & Sucre
63. Pitcairnia buscalionii W.Till
64. Pitcairnia caduciflora Rauh & E.Gross
65. Pitcairnia calatheoides L.B.Sm.
66. Pitcairnia calcicola J.R.Grant & J.F.Morales
67. Pitcairnia calderonii Standl. & L.B.Sm.
68. Pitcairnia calophylla L.B.Sm.
69. Pitcairnia camposii H.Luther
70. Pitcairnia cana B.Holst
71. Pitcairnia cantuoides R.Vásquez & Ibisch
72. Pitcairnia capitata L.B.Sm.
73. Pitcairnia capixaba Fraga & Leme
74. Pitcairnia cardenasii L.B.Sm.
75. Pitcairnia caricifolia Mart. ex Schult. & Schult.f.
76. Pitcairnia carinata Mez
77. Pitcairnia carioana Wittm.
78. Pitcairnia carnea Beer
79. Pitcairnia carnososepala Rauh & E.Gross
80. Pitcairnia cassapensis Mez
81. Pitcairnia cataractae Manzan. & W.Till
82. Pitcairnia caulescens (K.Koch ex Mez) Mez
83. Pitcairnia cerrateana L.B.Sm.
84. Pitcairnia chiapensis Miranda
85. Pitcairnia chiquitana R.Vásquez & Ibisch
86. Pitcairnia chiriguana A.Cast.
87. Pitcairnia chiriquensis L.B.Sm.
88. Pitcairnia chocoensis L.B.Sm.
89. Pitcairnia clarkii H.Luther
90. Pitcairnia clavata L.B.Sm.
91. Pitcairnia cofanorum Manzan. & W.Till
92. Pitcairnia colimensis L.B.Sm.
93. Pitcairnia commixta L.B.Sm.
94. Pitcairnia compostelae McVaugh
95. Pitcairnia condorensis Manzan. & W.Till
96. Pitcairnia corallina Linden & André
97. Pitcairnia corcovadensis Wawra
98. Pitcairnia cosangaensis Gilmartin
99. Pitcairnia costata L.B.Sm.
100. Pitcairnia crassa L.B.Sm.
101. Pitcairnia cremersii Gouda
102. Pitcairnia crinita E.Pereira & Martinelli
103. Pitcairnia cristalinensis (Leme) D.C.Taylor & H.Rob.
104. Pitcairnia croatii H.Luther
105. Pitcairnia ctenophylla L.B.Sm.
106. Pitcairnia cuatrecasana L.B.Sm.
107. Pitcairnia cubensis (Mez) L.B.Sm.
108. Pitcairnia curvidens L.B.Sm. & Read
109. Pitcairnia cuzcoensis L.B.Sm.
110. Pitcairnia cyanopetala Ule
111. Pitcairnia cylindrostachya L.B.Sm.
112. Pitcairnia decidua L.B.Sm.
113. Pitcairnia decurvata L.B.Sm.
114. Pitcairnia delicata H.Luther
115. Pitcairnia dendroidea André
116. Pitcairnia densiflora Brongn. ex Lem.
117. Pitcairnia deroosei Manzan. & W.Till
118. Pitcairnia devansayana André
119. Pitcairnia diffusa L.B.Sm.
120. Pitcairnia divaricata Wittm.
121. Pitcairnia diversifolia Leme & A.P.Fontana
122. Pitcairnia dodsonii H.Luther
123. Pitcairnia dolichopetala Harms
124. Pitcairnia domingensis L.B.Sm.
125. Pitcairnia echinata Hook.
126. Pitcairnia egleri L.B.Sm.
127. Pitcairnia elizabethae L.B.Sm.
128. Pitcairnia ellenbergii L.B.Sm.
129. Pitcairnia elliptica Mez & Sodiro
130. Pitcairnia elongata L.B.Sm.
131. Pitcairnia elvirae D.C.Taylor & H.Rob.
132. Pitcairnia encholirioides L.B.Sm.
133. Pitcairnia ensifolia Mez
134. Pitcairnia epiphytica L.B.Sm.
135. Pitcairnia eximia Mez
136. Pitcairnia explosiva L.B.Sm. & Betancur
137. Pitcairnia exserta L.B.Sm.
138. Pitcairnia farinosa L.B.Sm. & Betancur
139. Pitcairnia feliciana (A.Chev.) Harms & Mildbr.
140. Pitcairnia fendleri (Mez) Mez
141. Pitcairnia ferrell-ingramiae H.Luther & Dalström
142. Pitcairnia ferreyrae L.B.Sm.
143. Pitcairnia filifera L.B.Sm. ex H.Luther
144. Pitcairnia filispina L.B.Sm.
145. Pitcairnia fimbriatobracteata Rauh
146. Pitcairnia flagellaris L.B.Sm.
147. Pitcairnia flammea Lindl.
148. Pitcairnia flavescenta Matuda
149. Pitcairnia flexuosa L.B.Sm.
150. Pitcairnia floresii Gouda & Ric.Fernández
151. Pitcairnia fluvialis L.B.Sm. & Betancur
152. Pitcairnia foliacea L.B.Sm.
153. Pitcairnia foreroi H.Luther & G.S.Varad.
154. Pitcairnia formosa L.B.Sm. & Betancur
155. Pitcairnia fosteriana L.B.Sm.
156. Pitcairnia fractifolia L.B.Sm.
157. Pitcairnia frequens L.B.Sm. & B.Holst ex Saraiva & Forzza
158. Pitcairnia fruticosa L.B.Sm. & Betancur
159. Pitcairnia fuertesii Mez
160. Pitcairnia funkiae M.A.Spencer & L.B.Sm.
161. Pitcairnia fusca H.Luther
162. Pitcairnia gemmipara L.B.Sm. & Betancur
163. Pitcairnia geotropa J.R.Grant
164. Pitcairnia geyskesii L.B.Sm.
165. Pitcairnia glauca Leme & A.P.Fontana
166. Pitcairnia glaziovii Baker
167. Pitcairnia glymiana K.Koch
168. Pitcairnia goudae Manzan. & W.Till
169. Pitcairnia grafii Rauh
170. Pitcairnia graniticola B.Holst
171. Pitcairnia grubbiana L.B.Sm.
172. Pitcairnia guaritermae André
173. Pitcairnia gutteana W.Weber
174. Pitcairnia guzmanioides L.B.Sm.
175. Pitcairnia halophila L.B.Sm.
176. Pitcairnia hammelii H.Luther
177. Pitcairnia harlingii L.B.Sm.
178. Pitcairnia harrylutheri D.C.Taylor & H.Rob.
179. Pitcairnia hatschbachii E.Pereira
180. Pitcairnia haughtii L.B.Sm.
181. Pitcairnia heerdeae E.Gross & Rauh
182. Pitcairnia heliophila L.B.Sm.
183. Pitcairnia heterophylla (Lindl.) Beer
184. Pitcairnia heydlauffii R.Vásquez & Ibisch
185. Pitcairnia hintoniana L.B.Sm.
186. Pitcairnia hirtzii H.Luther
187. Pitcairnia hitchcockiana L.B.Sm.
188. Pitcairnia holstii (H.Luther) J.R.Grant
189. Pitcairnia hooveri (H.Luther) D.C.Taylor & H.Rob.
190. Pitcairnia huilensis Betancur & Jiménez-Esc.
191. Pitcairnia imbricata (Brongn.) Regel
192. Pitcairnia inaequalis W.Weber
193. Pitcairnia inermis (E.Mey. ex C.Presl) E.Mey. ex Schult. & Schult.f.
194. Pitcairnia insularis Tatagiba & R.J.V.Alves
195. Pitcairnia integrifolia Ker Gawl.
196. Pitcairnia irwiniana L.B.Sm.
197. Pitcairnia jaramilloi G.S.Varad. & Forero
198. Pitcairnia jareckii Proctor & Cedeño-Mald.
199. Pitcairnia jimenezii L.B.Sm.
200. Pitcairnia johannis L.B.Sm.
201. Pitcairnia juncoides L.B.Sm.
202. Pitcairnia juzepczukii W.Weber
203. Pitcairnia kalbreyeri Baker
204. Pitcairnia karwinskyana Schult. & Schult.f.
205. Pitcairnia killipiana L.B.Sm.
206. Pitcairnia kirkbridei L.B.Sm. & Read
207. Pitcairnia kniphofioides L.B.Sm.
208. Pitcairnia koeneniana E.Gross & Barthlott
209. Pitcairnia kressii H.Luther
210. Pitcairnia kroemeri H.Luther
211. Pitcairnia kunhardtiana L.B.Sm.
212. Pitcairnia lanuginosa Ruiz & Pav.
213. Pitcairnia laxissima Baker
214. Pitcairnia lechleri Baker
215. Pitcairnia lehmannii Baker
216. Pitcairnia leopoldii (W.Till & S.Till) B.Holst
217. Pitcairnia lepidopetalon L.B.Sm.
218. Pitcairnia leprosa L.B.Sm.
219. Pitcairnia lignosa L.B.Sm.
220. Pitcairnia limae L.B.Sm.
221. Pitcairnia lindae Betancur
222. Pitcairnia loki-schmidtiae Rauh & Barthlott
223. Pitcairnia longipes Mez
224. Pitcairnia longissimiflora Ibisch, R.Vásquez & E.Gross
225. Pitcairnia lopezii L.B.Sm.
226. Pitcairnia luschnathii W.Weber
227. Pitcairnia lutescens Mez & Sodiro
228. Pitcairnia luteyniorum L.B.Sm. & Read
229. Pitcairnia lutheri Manzan. & W.Till
230. Pitcairnia lymansmithiana H.Luther
231. Pitcairnia macarenensis L.B.Sm.
232. Pitcairnia macranthera André
233. Pitcairnia macrobotrys André
234. Pitcairnia maguirei L.B.Sm.
235. Pitcairnia maidifolia (C.Morren) Decne. ex Planch.
236. Pitcairnia marinii Manzan. & W.Till
237. Pitcairnia maritima L.B.Sm.
238. Pitcairnia marnier-lapostollei L.B.Sm.
239. Pitcairnia matogrossensis E.Pereira & Leme
240. Pitcairnia matudae L.B.Sm.
241. Pitcairnia megasepala Baker
242. Pitcairnia melanopoda L.B.Sm.
243. Pitcairnia membranifolia Baker
244. Pitcairnia meridensis (Klotzsch ex Mez) Mez
245. Pitcairnia micheliana Andrews
246. Pitcairnia micotrinensis Read
247. Pitcairnia microcalyx Baker
248. Pitcairnia micropoda L.B.Sm.
249. Pitcairnia minicorallina (H.Luther) J.R.Grant
250. Pitcairnia mirandae Utley & Burt-Utley
251. Pitcairnia mituensis L.B.Sm.
252. Pitcairnia modesta L.B.Sm.
253. Pitcairnia mohammadii Ibisch & R.Vásquez
254. Pitcairnia monticola Brandegee
255. Pitcairnia mooreana L.B.Sm.
256. Pitcairnia moritziana K.Koch & C.D.Bouché
257. Pitcairnia mucida L.B.Sm. & Read
258. Pitcairnia multiflora L.B.Sm.
259. Pitcairnia multiramosa (Mez) Mez
260. Pitcairnia neeana (L.B.Sm. ex H.Luther) J.R.Grant
261. Pitcairnia neglecta (H.Luther) D.C.Taylor & H.Rob.
262. Pitcairnia neillii Manzan. & W.Till
263. Pitcairnia nematophora L.B.Sm. & Read
264. Pitcairnia nigra (Carrière) André
265. Pitcairnia nobilis Mez & Sodiro
266. Pitcairnia nortefluminensis Leme
267. Pitcairnia nubigena Planch.
268. Pitcairnia nuda Baker
269. Pitcairnia oaxacana L.B.Sm.
270. Pitcairnia oblongifolia L.B.Sm.
271. Pitcairnia occidentalis L.B.Sm.
272. Pitcairnia odontopoda Baker
273. Pitcairnia olivaestevae J.R.Grant
274. Pitcairnia oranensis L.B.Sm.
275. Pitcairnia orchidifolia Mez
276. Pitcairnia oxapampae H.Luther
277. Pitcairnia palaciosii Manzan. & W.Till
278. Pitcairnia pallidiflavens Rauh
279. Pitcairnia palmeri S.Watson
280. Pitcairnia palmoides Mez & Sodiro
281. Pitcairnia paniculata (Ruiz & Pav.) Ruiz & Pav.
282. Pitcairnia paraguayensis L.B.Sm.
283. Pitcairnia patentiflora L.B.Sm.
284. Pitcairnia pavonii (Mez) Mez
285. Pitcairnia pectinata L.B.Sm.
286. Pitcairnia peruana (H.Luther) J.R.Grant
287. Pitcairnia petraea L.B.Sm.
288. Pitcairnia phelpsiae (L.B.Sm.) B.Holst & L.B.Sm.
289. Pitcairnia piepenbringii Rauh & E.Gross
290. Pitcairnia platypetala Mez
291. Pitcairnia platystemon (Mez) Mez
292. Pitcairnia poeppigiana Mez
293. Pitcairnia pomacochae Rauh
294. Pitcairnia poortmanii André
295. Pitcairnia prolifera Rauh
296. Pitcairnia pruinosa Kunth
297. Pitcairnia pseudopungens Rauh
298. Pitcairnia pseudoundulata Rauh
299. Pitcairnia pteropoda L.B.Sm.
300. Pitcairnia puberula Mez & Donn.Sm.
301. Pitcairnia pulverulenta Ruiz & Pav.
302. Pitcairnia pungens Kunth
303. Pitcairnia punicea Scheidw.
304. Pitcairnia pusilla (Mez) Mez
305. Pitcairnia puyoides L.B.Sm.
306. Pitcairnia queroana Espejo & López-Ferr.
307. Pitcairnia quesnelioides L.B.Sm.
308. Pitcairnia ramosii M.A.Spencer & L.B.Sm.
309. Pitcairnia rectiflora Rauh
310. Pitcairnia recurvata (Scheidw.) K.Koch
311. Pitcairnia reflexiflora André
312. Pitcairnia rigida Mez
313. Pitcairnia ringens Klotzsch
314. Pitcairnia riparia Mez
315. Pitcairnia rojasii H.Luther
316. Pitcairnia rondonicola L.B.Sm. & Read
317. Pitcairnia roseana L.B.Sm.
318. Pitcairnia roseoalba E.Gross & Rauh
319. Pitcairnia rubiginosa Baker
320. Pitcairnia rubronigriflora Rauh
321. Pitcairnia ruderalis L.B.Sm.
322. Pitcairnia ruiziana (Mez) Mez
323. Pitcairnia rundelliana J.R.Grant
324. Pitcairnia sagasteguii L.B.Sm. & Read
325. Pitcairnia saltensis L.B.Sm.
326. Pitcairnia samuelssonii L.B.Sm.
327. Pitcairnia sandemanii L.B.Sm.
328. Pitcairnia sanguinea (H.Luther) D.C.Taylor & H.Rob.
329. Pitcairnia sastrei L.B.Sm. & Read
330. Pitcairnia saxicola L.B.Sm.
331. Pitcairnia saxosa Gouda
332. Pitcairnia scandens Ule
333. Pitcairnia sceptriformis Mez
334. Pitcairnia sceptrigera Mez
335. Pitcairnia schiedeana Baker
336. Pitcairnia schultzei Harms
337. Pitcairnia schunkei L.B.Sm. & Read
338. Pitcairnia secundiflora L.B.Sm.
339. Pitcairnia semaphora L.B.Sm.
340. Pitcairnia semijuncta Baker
341. Pitcairnia serrulata L.B.Sm. & Read
342. Pitcairnia setipetiola L.B.Sm. & Betancur
343. Pitcairnia similis L.B.Sm.
344. Pitcairnia simulans H.Luther
345. Pitcairnia singularis Flores-Arg., Espejo & López-Ferr.
346. Pitcairnia smithiorum H.Luther
347. Pitcairnia sneidernii L.B.Sm.
348. Pitcairnia sodiroi Mez
349. Pitcairnia sordida L.B.Sm.
350. Pitcairnia spectabilis (Mez) Mez
351. Pitcairnia spicata (Lam.) Mez
352. Pitcairnia sprucei Baker
353. Pitcairnia squarrosa L.B.Sm.
354. Pitcairnia staminea G.Lodd.
355. Pitcairnia stenophylla André
356. Pitcairnia stevensonii H.Luther & Whitten
357. Pitcairnia steyermarkii L.B.Sm.
358. Pitcairnia stolonifera L.B.Sm. & Read
359. Pitcairnia straminea (Poepp. ex Mez) Mez
360. Pitcairnia suaveolens Lindl.
361. Pitcairnia subfuscopetala Rauh & Hebding
362. Pitcairnia subulifera L.B.Sm.
363. Pitcairnia sulphurea Andrews
364. Pitcairnia susannae Manzan. & W.Till
365. Pitcairnia sylvestris L.B.Sm.
366. Pitcairnia tabuliformis Linden
367. Pitcairnia tarapotensis Baker
368. Pitcairnia tatzyanae (H.Luther) D.C.Taylor & H.Rob.
369. Pitcairnia tillandsioides L.B.Sm.
370. Pitcairnia tillii Manzan.
371. Pitcairnia tolimensis L.B.Sm.
372. Pitcairnia torresiana L.B.Sm.
373. Pitcairnia trianae André
374. Pitcairnia trimorpha L.B.Sm.
375. Pitcairnia truncata L.B.Sm.
376. Pitcairnia tuberculata L.B.Sm.
377. Pitcairnia tuerckheimii Donn.Sm.
378. Pitcairnia tumulicola L.B.Sm.
379. Pitcairnia turbinella L.B.Sm.
380. Pitcairnia tympani L.B.Sm.
381. Pitcairnia uaupensis Baker
382. Pitcairnia ulei L.B.Sm.
383. Pitcairnia umbratilis L.B.Sm.
384. Pitcairnia undulata Scheidw.
385. Pitcairnia unilateralis L.B.Sm.
386. Pitcairnia utcubambensis Rauh
387. Pitcairnia valerioi Standl.
388. Pitcairnia vallisoletana Lex.
389. Pitcairnia vandersteenii Gouda
390. Pitcairnia vargasiana L.B.Sm.
391. Pitcairnia vargasii R.Vásquez & Ibisch
392. Pitcairnia venezuelana L.B.Sm. & Steyerm.
393. Pitcairnia ventidirecta L.B.Sm. & Betancur
394. Pitcairnia verrucosa L.B.Sm.
395. Pitcairnia villetaensis Rauh
396. Pitcairnia violascens L.B.Sm.
397. Pitcairnia virginalis Utley & Burt-Utley
398. Pitcairnia wendlandii Baker
399. Pitcairnia wendtiae Tatagiba & B.R.Silva
400. Pitcairnia wilburiana Utley ex L.B.Sm. & Read
401. Pitcairnia wolfei L.B.Sm.
402. Pitcairnia woronowii W.Weber
403. Pitcairnia xanthocalyx Mart.
404. Pitcairnia yaupi-bajaensis Rauh
405. Pitcairnia yocupitziae Espejo & López-Ferr.